# David Fuster
David Fuster Torrijos, né le 3 février 1982 à Oliva, est un footballeur espagnol évoluant au poste de milieu offensif

## Biographie
David Fuster est footballeur amateur jusqu'à ses 26 ans dans les rangs de la modeste équipe de l'UD Oliva puis dans ceux de la réserve du Villarreal CF où il n'a encore jamais vraiment eu sa chance. Jusqu'à ce que les dirigeants de l'Elche CF en deuxième division espagnole, ne le repère et le recrute pour une légère indemnité de transfert. Et à Elche, David Fuster va étaler son talent au grand jour, il inscrit 13 buts en 34 matchs de championnat et est le meilleur buteur de son équipe.
En juin 2009, le Villarreal CF qui avait inclus dans la transaction, un an plus tôt, une clause de retour d'un montant de 400,000 €, décide de la faire jouer. Trop ravi de pouvoir s'imposer enfin dans le club qui l'a formé, Fuster saisi sa chance et démontre ses qualités en glanant du temps de jeu et aidant son club à remonter au classement après une médiocre entame de saison.

## Palmarès
- Championnat de Grèce : 2011, 2012, 2013, 2014, 2015 et 2016
- Coupe de Grèce : 2012, 2013 et 2015